# 塔儿湾造像塔
合水塔儿湾造像塔，位于中国甘肃省庆阳市合水县，是全国重点文物保护单位。
合水塔儿湾造像塔的历史年代为宋代。